# Florin Cîțu
Florin Vasile Cîțu, född 1 april 1972 i Râmnicu Vâlcea, är en rumänsk politiker tillhörande Nationalliberala partiet (PNL). Mellan 23 december 2020 och 25 november 2021 var han Rumäniens premiärminister. Han har tidigare även varit finansminister. Cîțu är ekonom med doktorsexamen från Iowa State University och har tidigare bland annat arbetat för Reserve Bank of New Zealand och Europeiska investeringsbanken.